# Edward Marshall Hall

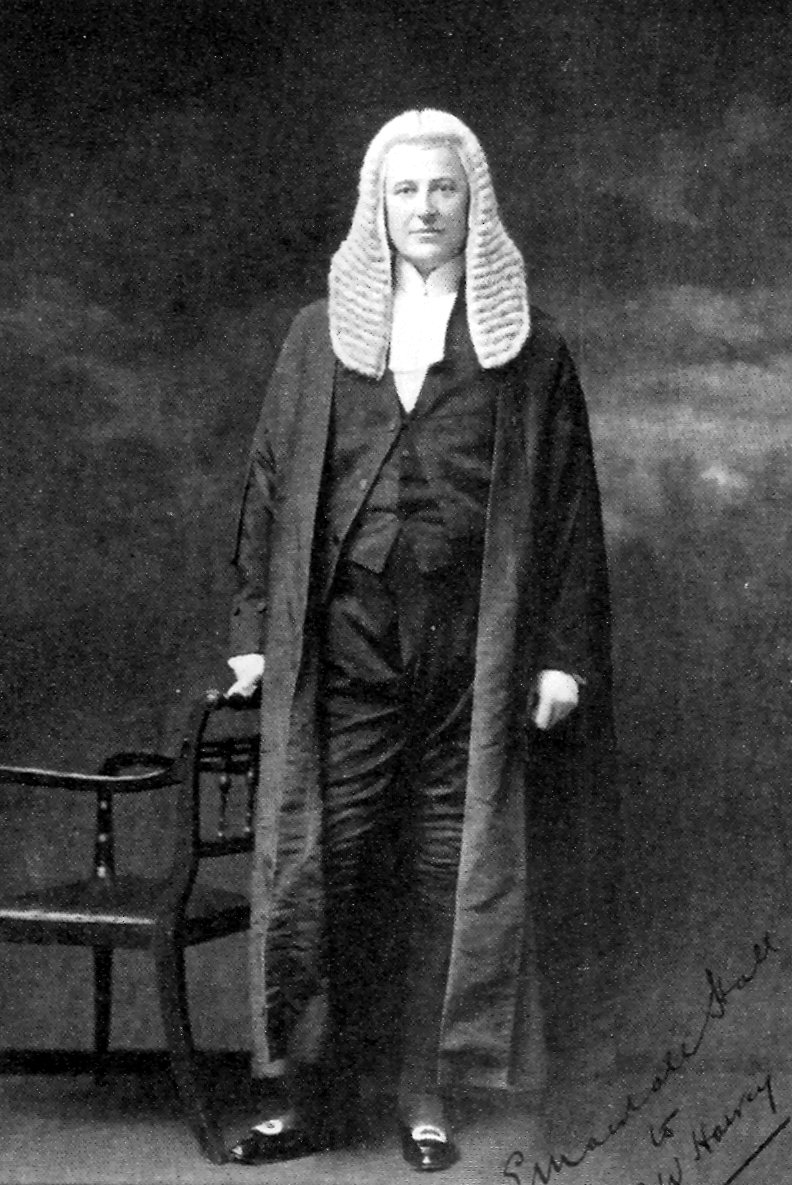
Marshall Hall in Anwaltsrobe (um 1900)

Sir Edward Marshall Hall (* 16. September 1858 in Brighton; † 24. Februar 1927) war ein zu seiner Zeit berühmter englischer Strafverteidiger (Barrister).

## Leben
Marshall Hall war der Sohn eines Arztes und besuchte Rugby School und die Universität Cambridge (St. John’s College). Er unterbrach sein Jurastudium ein Jahr für einen Aufenthalt in Paris und Australien, bevor er seinen Abschluss in Cambridge machte. 1883 wurde er als Anwalt am Inner Temple zugelassen (called to the bar). Im Lauf seiner Karriere wurde er  Kronanwalt (KC).
Hall war Strafverteidiger in einigen aufsehenerregenden Mordprozessen, so im Fall des Camden Town Murder 1907. Die Teilzeit-Prostituierte Emily Dimmock wurde in einem Zimmer mit durchschnittener Kehle aufgefunden und der Künstler Robert Wood angeklagt, von dem man eine Postkarte unter den Sachen von Dimmock fand. Hall erreichte einen Freispruch ebenso wie im Green Bicycle Case von 1919. Eine junge Frau war bei einem Fahrradausflug erschossen worden. Ihr Begleiter entledigte sich des Fahrrads und eines Pistolenhalfters. Trotz drückender Beweise erreichte Hall einen Freispruch da kein Motiv ersichtlich war. Ein weiterer erfolgreicher Fall war der von Marguerite Alibert. Im Fall des Badewannenmörders George Joseph Smith unterlag er dank der überzeugenden Aussage des Gerichtsmediziners Bernard Spilsbury. Im Fall Dr. Crippen war er anfangs als Anwalt vorgesehen, zog sich aber zurück nach einem Dissens mit Crippen über die Verteidigungsstrategie. Im Fall des Giftmörders Frederick Seddon unterlag er 1912, hauptsächlich weil Seddon entgegen dem Rat von Hall darauf bestand auszusagen und dabei einen schlechten Eindruck machte. Hall war durch sein Talent als Redner bekannt und für dramatische Kreuzverhöre. Er verteidigte seine Klienten bedingungslos und leidenschaftlich. Weniger bekannt war er für juristische Gelehrsamkeit, woraus er auch kein Geheimnis machte, was durch die Zusammenarbeit mit anderen Anwälten ausgeglichen wurde (er selbst arbeitete häufig mit dem Solicitor Arthur Newton).
Er war Parlamentsmitglied der Unionisten für Southport (1900–1906) und Liverpool East Toxteth (1910–1916). Zur Enttäuschung der Öffentlichkeit erreichten seine Parlamentsreden aber nicht das Niveau seiner Reden vor Gericht.
1882 heiratete er Ethel Moon, ließ sich aber 1889 wieder scheiden. In zweiter Ehe war er mit Henriette Kroeger verheiratet, mit der er eine Tochter Elna hatte. Er war in seinem Privatleben in einige Affären verwickelt und sammelte leidenschaftlich Antiquitäten und handelte mit diesen, so dass sein Vermögen starken Schwankungen unterworfen war.

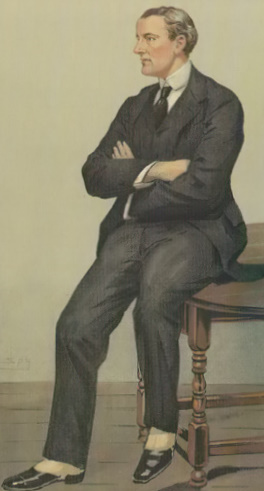
Marshall Hall, Karikatur von Spy für Vanity Fair 1903

Marshall Hall war Gegenstand einer BBC-Fernsehserie (Shadow of the Noose) mit Jonathan Hyde als Hall.